# 尼古拉斯·安德森
尼古拉斯·安德森（英語：Nicholas Anderson，1975年2月3日—），美国前男子赛艇运动员。他曾代表美国参加1999年泛美运动会赛艇比赛，获得男子八人单桨有舵手金牌。